# تسوروو
تسوروو (به آلمانی: Zurow) یک شهر در آلمان است که در نوردوست‌مکلنبورگ واقع شده‌است. تسوروو ۱٬۳۷۶ نفر جمعیت دارد.